# Campeonato Europeu de Atletismo em Pista Coberta de 2017
O Campeonato Europeu de Atletismo em Pista Coberta de 2017 foi a 34ª edição do campeonato organizado pela Associação Europeia de Atletismo (AEA) em Belgrado, na Sérvia, entre 3 e 5 de março de 2017. Foram disputadas 26 provas no campeonato, no qual participaram 525 atletas de 48 nacionalidades. 

## Processo de candidatura
A escolha de Belgrado como cidade-sede do campeonato foi anunciada pela AEA no dia 4 de maio de 2014 em Frankfurt, na Alemanha. Superando as comcorrentes Istambul  na Turquia e a cidade de Toruń na Polônia. 

## Medalhistas

### Masculino
| Evento                      | Ouro                                                                               | Ouro    | Prata                                                                      | Prata   | Bronze                                                         | Bronze  |
| 60 m detalhes               | Richard Kilty · Reino Unido                                                        | 6.54    | Ján Volko · Eslováquia                                                     | 6.58    | Austin Hamilton · Suécia                                       | 6.63    |
| 400 m detalhes              | Pavel Maslák · Chéquia                                                             | 45.77   | Rafał Omelko · Polónia                                                     | 46.08   | Liemarvin Bonevacia · Países Baixos                            | 46.26   |
| 800 m detalhes              | Adam Kszczot · Polónia                                                             | 1:48.87 | Andreas Bube · Dinamarca                                                   | 1:49.32 | Álvaro de Arriba · Espanha                                     | 1:49.68 |
| 1500 m detalhes             | Marcin Lewandowski · Polónia                                                       | 3:44.82 | Kalle Berglund · Suécia                                                    | 3:45.56 | Filip Sasínek · Chéquia                                        | 3:45.89 |
| 3000 m detalhes             | Adel Mechaal · Espanha                                                             | 8:00.60 | Henrik Ingebrigtsen · Noruega                                              | 8:00.93 | Richard Ringer · Alemanha                                      | 8:01.01 |
| 60 m/c barreiras detalhes   | Andrew Pozzi · Reino Unido                                                         | 7.51    | Pascal Martinot-Lagarde · França                                           | 7.52    | Petr Svoboda · Chéquia                                         | 7.53    |
| 4x400 m detalhes            | Polónia · Kacper Kozłowski · Łukasz Krawczuk · Przemysław Waściński · Rafał Omelko | 3:06.99 | Bélgica · Robin Vanderbemden · Julien Watrin · Kevin Borlée · Dylan Borlée | 3:07.80 | Chéquia · Patrik Šorm · Jan Tesař · Jan Kubista · Pavel Maslák | 3:08.60 |
| Salto em altura detalhes    | Sylwester Bednarek · Polónia                                                       | 2.32    | Robbie Grabarz · Reino Unido                                               | 2.30    | Pavel Seliverstau · Bielorrússia                               | 2.27    |
| Salto com vara detalhes     | Piotr Lisek · Polónia                                                              | 5.85    | Konstadinos Filippidis · Grécia                                            | 5.85    | Paweł Wojciechowski · Polónia                                  | 5.85    |
| Salto em distância detalhes | Izmir Smajlaj · Albânia                                                            | 8.08    | Michel Tornéus · Suécia                                                    | 8.08    | Serhiy Nykyforov · Ucrânia                                     | 8.07    |
| Salto triplo detalhes       | Nelson Évora · Portugal                                                            | 17.20   | Fabrizio Donato · Itália                                                   | 17.13   | Max Heß · Alemanha                                             | 17.12   |
| Arremesso de peso detalhes  | Konrad Bukowiecki · Polónia                                                        | 21.97 , | Tomáš Staněk · Chéquia                                                     | 21.43   | David Storl · Alemanha                                         | 21.30   |
| Heptatlo detalhes           | Kevin Mayer · França                                                               | 6479    | Jorge Ureña · Espanha                                                      | 6227    | Adam Helcelet · Chéquia                                        | 6110    |

### Feminino
| Evento                      | Ouro                                                                                | Ouro      | Prata                                                                    | Prata   | Bronze                                                                      | Bronze  |
| 60 m detalhes               | Asha Philip · Reino Unido                                                           | 7.06      | Olesya Povh · Ucrânia                                                    | 7.10    | Ewa Swoboda · Polónia                                                       | 7.10    |
| 400 m detalhes              | Floria Gueï · França                                                                | 51.90     | Zuzana Hejnová · Chéquia                                                 | 52.42   | Justyna Święty · Polónia                                                    | 52.52   |
| 800 m detalhes              | Selina Büchel · Suíça                                                               | 2:00.38   | Shelayna Oskan-Clarke · Reino Unido                                      | 2:00.39 | Aníta Hinriksdóttir · Islândia                                              | 2:01.25 |
| 1500 m detalhes             | Laura Muir · Reino Unido                                                            | 4:02.39 , | Konstanze Klosterhalfen · Alemanha                                       | 4:04.45 | Sofia Ennaoui · Polónia                                                     | 4:06.59 |
| 3000 m detalhes             | Laura Muir · Reino Unido                                                            | 8:35.67   | Yasemin Can · Turquia                                                    | 8:43.46 | Eilish McColgan · Reino Unido                                               | 8:47.43 |
| 60 m/c barreiras detalhes   | Cindy Roleder · Alemanha                                                            | 7.88      | Alina Talay · Bielorrússia                                               | 7.92    | Pamela Dutkiewicz · Alemanha                                                | 7.95    |
| 4x400 m detalhes            | Polónia · Patrycja Wyciszkiewicz · Małgorzata Hołub · Iga Baumgart · Justyna Święty | 3:29.94   | Reino Unido · Eilidh Doyle · Philippa Lowe · Mary Iheke · Laviai Nielsen | 3:31.05 | Ucrânia · Olha Bibik · Tetyana Melnyk · Anastasiya Bryzhina · Olha Lyakhova | 3:32.10 |
| Salto em altura detalhes    | Airinė Palšytė · Lituânia                                                           | 2.01 ,    | Ruth Beitia · Espanha                                                    | 1.94    | Yuliya Levchenko · Ucrânia                                                  | 1.94    |
| Salto com vara detalhes     | Ekaterini Stefanidi · Grécia                                                        | 4.85 ,    | Lisa Ryzih · Alemanha                                                    | 4.75    | Angelica Bengtsson · SuéciaMaryna Kylypko · Ucrânia                         | 4.55    |
| Salto em distância detalhes | Ivana Španović · Sérvia                                                             | 7.24 ,    | Lorraine Ugen · Reino Unido                                              | 6.97    | Claudia Salman-Rath · Alemanha                                              | 6.94    |
| Salto triplo detalhes       | Kristin Gierisch · Alemanha                                                         | 14.37     | Patrícia Mamona · Portugal                                               | 14.32   | Paraskevi Papachristou · Grécia                                             | 14.24   |
| Arremesso de peso detalhes  | Anita Márton · Hungria                                                              | 19.28     | Radoslava Mavrodieva · Bulgária                                          | 18.36   | Yuliya Leantsiuk · Bielorrússia                                             | 18.32   |
| Pentatlo detalhes           | Nafissatou Thiam · Bélgica                                                          | 4870      | Ivona Dadic · Áustria                                                    | 4767    | Györgyi Zsivoczky-Farkas · Hungria                                          | 4723    |

## Quadro de medalhas
| Ordem | País          | Medalha de ouro | Medalha de prata | Medalha de bronze | Total |
| ----- | ------------- | --------------- | ---------------- | ----------------- | ----- |
| 1     | Polónia       | 7               | 1                | 4                 | 12    |
| 2     | Reino Unido   | 5               | 4                | 1                 | 10    |
| 3     | Alemanha      | 2               | 2                | 5                 | 9     |
| 4     | França        | 2               | 1                | 0                 | 3     |
| 5     | Chéquia       | 1               | 2                | 4                 | 7     |
| 6     | Espanha       | 1               | 2                | 1                 | 4     |
| 7     | Grécia        | 1               | 1                | 1                 | 3     |
| 8     | Bélgica       | 1               | 1                | 0                 | 2     |
| 8     | Portugal      | 1               | 1                | 0                 | 2     |
| 10    | Hungria       | 1               | 0                | 1                 | 2     |
| 11    | Albânia       | 1               | 0                | 0                 | 1     |
| 11    | Lituânia      | 1               | 0                | 0                 | 1     |
| 11    | Sérvia        | 1               | 0                | 0                 | 1     |
| 11    | Suíça         | 1               | 0                | 0                 | 1     |
| 15    | Suécia        | 0               | 2                | 2                 | 4     |
| 16    | Ucrânia       | 0               | 1                | 4                 | 5     |
| 17    | Bielorrússia  | 0               | 1                | 2                 | 3     |
| 18    | Áustria       | 0               | 1                | 0                 | 1     |
| 18    | Bulgária      | 0               | 1                | 0                 | 1     |
| 18    | Dinamarca     | 0               | 1                | 0                 | 1     |
| 18    | Itália        | 0               | 1                | 0                 | 1     |
| 18    | Noruega       | 0               | 1                | 0                 | 1     |
| 18    | Eslováquia    | 0               | 1                | 0                 | 1     |
| 18    | Turquia       | 0               | 1                | 0                 | 1     |
| 25    | Islândia      | 0               | 0                | 1                 | 1     |
| 25    | Países Baixos | 0               | 0                | 1                 | 1     |
| Total | Total         | 26              | 26               | 27                | 79    |

## Participantes por nacionalidade
Um total de 525 atletas de 48 países participaram do campeonato. As únicas federações que não participaram do evento foram a Geórgia , o Kosovo e o Liechtenstein.
- Albânia (2)
- Andorra (2)
- Armênia (5)
- Áustria (8)
- Azerbaijão (1)
- Bielorrússia (19)
- Bélgica (8)
- Bósnia e Herzegovina (3)
- Bulgária (8)
- Croácia (7)
- Chipre (5)
- Chéquia (24)
- Dinamarca (6)
- Estónia (6)
- Finlândia (11)
- França (31)
- Alemanha (41)
- Gibraltar (3)
- Reino Unido (30)
- Grécia (7)
- Hungria (14)
- Atletas Independentes  (AEA) (1)
- Islândia (2)
- Irlanda (10)
- Israel (1)
- Itália (26)
- Letônia (5)
- Lituânia (5)
- Luxemburgo (2)
- Macedônia do Norte (2)
- Malta (2)
- Moldávia (1)
- Mónaco (1)
- Montenegro (2)
- Países Baixos (13)
- Noruega (8)
- Polónia (29)
- Portugal (10)
- Roménia (12)
- San Marino (1)
- Sérvia (11)
- Eslováquia (15)
- Eslovênia (5)
- Espanha (34)
- Suécia (29)
- Suíça  (13)
- Turquia (13)
- Ucrânia (31)

Legenda
| Recorde mundial       | Recorde mundial (World record)               |                       | Recorde africano                      | Recorde africano (African) |                                           | Q | Classificado por posição (Qualified) |
| Recorde do campeonato | Recorde do campeonato (Championship record)  | Recorde da América    | Recorde da América (Americas)         | q                          | Classificado por melhor tempo (Qualified) |   |                                      |
| Melhor marca do ano   | Melhor marca do ano (World leading)          | Recorde asiático      | Recorde asiático (Asian)              | DNS                        | Não largou (Did not start)                |   |                                      |
| Recorde nacional      | Recorde nacional (National record)           | Recorde europeu       | Recorde europeu (European)            | DNF                        | Não terminou (Did not finish)             |   |                                      |
| Recorde pessoal       | Recorde pessoal do atleta (Personal best)    | Recorde da Oceania    | Recorde da Oceania (Oceania)          | DSQ / DQ                   | Desclassificado (Disqualified)            |   |                                      |
| Recorde da temporada  | Recorde da temporada do atleta (Season best) | Recorde sul-americano | Recorde sul-americano (South America) | NM                         | Sem marca (No mark)                       |   |                                      |